# Wijffelterbroek
Het Wijffelterbroek (Limburgs: Wiêfelterbrook) is een natuurgebied tussen Altweerterheide en Bocholt. Het is 63 ha groot en eigendom van de Vereniging Natuurmonumenten.
Vroeger lag hier, langs de Belgisch-Nederlandse grens, een ontoegankelijk moerasgebied van 200 ha. Dit werd echter geleidelijk uitgewaterd en ontgonnen. In 1923 was de oostelijke helft al ontgonnen. In 1930 werd de Raam gegraven, om het resterende gebied te ontwateren en te ontginnen. Hierdoor kon ook het Belgische deel, het Bocholterbroek, beter worden ontwaterd. Vanaf toen tot tijdens de Tweede Wereldoorlog werd ook de westelijke helft van het gebied ontgonnen, op 40 ha van het huidige natuurgebied na. Dit moerasgebied wordt tegenwoordig omringd door vochtige weilanden.
Tot de flora behoort de salomonszegel, terwijl de alpenwatersalamander en de kamsalamander er voorkomen. Broedvogels zijn de ijsvogel, de sprinkhaanzanger, de rietgors en de kleine karekiet. De kleine ijsvogelvlinder en het spiegeldikkopje vindt men hier eveneens.
Door het gebied stroomt de Raam, die weliswaar gegraven is maar een meer natuurvriendelijk verloop heeft gekregen, waarbij het doorstroommoeras werd hersteld.
Het gebied behoort tot het Grenspark Kempen-Broek en het sluit aan bij de gebieden Kettingdijk, Laurabossen en Smeetshof. Er voert een wandeling door dit gebied.